# Michel Carrega
Michel Carrega (n. 25 septembrie 1934, Paris, Île-de-France, Franța – d. 26 septembrie 2024, Santa Maria di Lota⁠(d), Corsica, Franța) a fost un trăgător de tir ce a reprezentat Franța, medaliat olimpic. A participat la 4 ediții ale Jocurilor Olimpice (1968, 1972, 1976, 1984) în care a câștigat o medalie de argint.